# HR 9024
HR 9024, aussi connue sous la désignation d'étoile variable OU Andromedae, est une étoile active située à  450 années-lumière de la Terre,. 

## Description
HR 9024 est une étoile variable, classée comme une variable de type FK Comae Berenices, bien que sa classification demeure à confirmer. Il s'agit de la première étoile en dehors du Soleil dont a été identifiée une éjection de masse coronale,.